# غفارديسك
غفارديسك (بالروسية: Гвардейск) هي إحدى مدن روسيا في الكيان الفدرالي الروسي كالينينغراد أوبلاست. يبلغ عدد سكانها حوالي (13.218 نسمة).

## توأمة
لغفارديسك اتفاقيات توأمة مع:
- باسوم